# Csak egy nő
A Csak egy nő Csézy második albuma. 
Az előző lemezen is szerzőként jegyzett Rakonczai Viktor mellett több hazai és külföldi zeneszerzői dalait válogatták össze. 
A lemez érdekessége, hogy valamennyi dal esetében a szövegíró nő volt.

## Az album dalai[1]
1. Bújj hozzám (ifj. Malek Miklós, Melissa Lewis - Kotsy Krisztina)
2. Csak egy nő /Wheels Of A Woman/ (Desmond Child, J. Olsson, J. Capek - Kotsy Krisztina)
3. Láthatatlan híd /Underneath My Skin/ (Mads Hangaard, Brian Risberg Clausen - Bokor Fekete Krisztina)
4. Utazunk (Nagy László - Kotsy Krisztina)
5. Mama (Rakonczai Imre, Rakonczai Viktor - Szabó Ágnes)
6. Új divat (Rakonczai Viktor - Major Eszter)
7. Vágytól-vágyig (Kaszás Péter - Szabó Ágnes)
8. Végtelen éjjel /Make This Night Forever/ (Mads Hangaard - Kotsy Krisztina)
9. Valaha volt (Kasai Jnofinn - Szabó Ágnes)
10. Nincs több tánc (Rakonczai Viktor - Kotsy Krisztina)
11. Yesterday (John Lennon - Paul McCartney)

## Közreműködők
- ifj. Malek Miklós - zenei producer, hangszerelés, gitár
- Mals Hangaard - hangszerelés
- Csézy - vokál
- Rakonczai Viktor - hangszerelés, vokál
- Nagy Laci - hangszerelés, vokál
- Vígh Arnold - hangszerelés, vokál
- Bubernyák Zoltán - hangszerelés
- Ruzsik Kata - vokál